# Războiul austro-prusac
Războiul austro-prusac din 1866, cunoscut și ca Războiul de Șapte Săptămâni sau Războiul german (Deutscher Krieg), a fost un conflict militar de scurtă durată, care însă, a antrenat în vâltoarea sa o serie întreagă de state, pe de-o parte Regatul Prusiei cu aliații săi, și Imperiul Austriac cu aliații săi din Confederația Germană. În total, 29 de state au fost implicate direct în război, 16 dintre ele pe partea Prusiei și 13 de partea Austriei. 
Războiul s-a purtat pentru hegemonie în Germania și control asupra regiunii Venețiene și a marcat continuarea războaielor de Unificare a Germaniei, încheind totodată procesul de Unificare a Italiei în jurul Regatului Sardiniei. 
Războiul a durat șapte săptămâni (14 iunie – 23 august, 1866). Austria a fost nevoită să lupte pe două fronturi, ceea ce a condus alături de înapoierea tehnologică și izolarea politică care dura din 1856, la înfrângerea sa. În urma Tratatului de pace de la Praga semnat la 23 august același an, Austria ceda Prusiei Holsteinul și părăsea Confederația Germană. Italiei i-a revenit regiunea venețiană. Rezultatul politic al războiului, a fost respingerea finală a tentativei Austriei de a unifica statele Germane sub întâietatea sa și trecerea hegemoniei în Germania către Prusia, care a format și condus Confederația Germană de Nord – o unitate statală confederată, care a existat până în 1871.

## Context

### Al Doilea Război al Schleswigului
Al Doilea Război al Schleswigului din 1864 s-a încheiat cu victoria armatelor aliate austro-prusace și cele două țări au preluat controlul asupra Holsteinului (Austria) și Schleswigului (Prusia).
Momentul în care, Austria susținea cu presiuni instalarea principelui de Augustenburg, iar Prusia urmărea anexarea efectivă a ducatelor - apar și neconcordanțe între actualii aliați, politica de comun acord eșuează, în cele din urmă acordul diplomatic încheiat se arată a fi un “fiasco-total” pentru Austria. Deși Prusia, oarecum sau mai mult onorific, susținea legitimitatea suverană a lui Augustenburg, aceasta o trata din perspectiva unui interes primordial, de anexare de către Prusia.

### Imixtiunea celor două părți în politica germană
Mai există o problemă care stă la baza declanșării conflictului diplomatic și armat dintre Austria și Prusia. Încă din perioada noului rege Wilhelm I al Prusiei, anul 1858, Austria manifesta un interes deosebit asupra modului principial de exercitare a puterii în cadrul unei eventuale Germanii Unificate. Austria își considera legitimă poziția de a instala un conducător în fruntea Germaniei, postulând prin faptul că, atât ca administrație guvernamentală cât și forță armată, primează, contrabalansând poziția Prusiei.

#### Grossdeutschland

Harta alianțelor la începutul războiului

Încă din 1848, conform unui principiu diplomatic de concurență, promulgat de Austria cu privire la regența și suveranitatea Germaniei Mari, se fac presiuni continue asupra Parlamentului de la Frankfurt. Propaganda parlamentară va ofensa interesele prusace cât și pe Bismarck, în cele din urmă. Odată cu apariția generalului Otto von Bismarck pe scena politică germană, Prusia prin el adoptă o poziție refractară față de manifestele austriece, întreținute atât la nivel diplomatic cât și în cadrul guvernelor.
Prusia îi datorează succesul, nu atât regelui Wilhelm I, cât primului său ministru Otto von Bismarck, cancelar începând cu 1862. Pentru a asigura hegemonia Germaniei, acesta vrea să declare război Austriei. El considera că Germania era prea neîncăpătoare pentru ca Prusia și Austria să poată conviețui acolo împreună. Pentru punerea în aplicare a scopului său, Otto Bismarck se baza pe simpatia Angliei, cât și pe aceea a țarului pe care Prusia îl ajutase să reprime o insurecție în Polonia în 1863. Nu se temea nici de intervenția Franței, fiindcă Napoleon al III-lea, declarându-se în favoarea principiului naționalităților, era de partea unității Germaniei, sau cel puțin a Germaniei de Nord sub controlul Berlinului.

#### Kleindeutschland
Prusia susținea normalizarea acestei situații, a suveranității asupra unei eventuale Germanii Unificate. Această traiectorie politică susținută de Prusia, cauzează diverse șicane în sfera diplomatică, aceste litigii fiind mediate sau soluționate, mai exact, prin conflictul dintre Austria si Prusia.

## Desfășurare

### Primă fază (7 iunie – 10 iulie)
Pe 10 iunie Otto von Bismarck a trimis statelor germane un proiect de reformă a Confederației germane, care prevede excluderea Austriei din aceasta, astfel Bismarck a sădit semințele conflictului armat plănuit. La 11 iunie ambasadorul Austriei a fost rechemat de la Berlin. Pe 14 iunie, la cererea Austriei, susținută de majoritatea statelor germane mici, Dieta Confederației Germane a decis mobilizarea a patru corpuri - formate de statele mici și mijlocii. Însă decizia de mobilizare fusese deja adoptată la Berlin, la fel ca și declarația de război. Ostilitățile dintre armata prusacă mobilizată și aliații nemobilizați ai Austriei au început deja a doua zi, pe 15 iunie, îndată ce Austria a început să concentreze trupe la granița cu Prusia, armata prusacă sub comanda generalului von Moltke a invadat Boemia. Numai trupele saxone au fost alertate în prealabil și au părăsit Saxonia, invadată de prusaci, înaintând în Boemia spre masa armatei austriece. Cel mai valoros lucru pe care l-a obținut Austria de la aliații săi, a fost, de fapt, acel corp saxon de 23.000 soldați. Șeful Statului Major al generalului von Moltke a elaborat un plan de război fulger, potrivit căruia pe 16 iunie 1866 trupele prusace au început ocuparea teritoriilor aparținând Confederației Germane - Hanovra, Saxonia și Hessa. În ziua următoare, 17 iunie Austria a declarat război Prusiei. Italia pe 20 iunie, conform tratatului cu Prusia a declarat și ea război Austriei, care a fost nevoită astfel să lupte pe două fronturi — în Italia și Boemia.

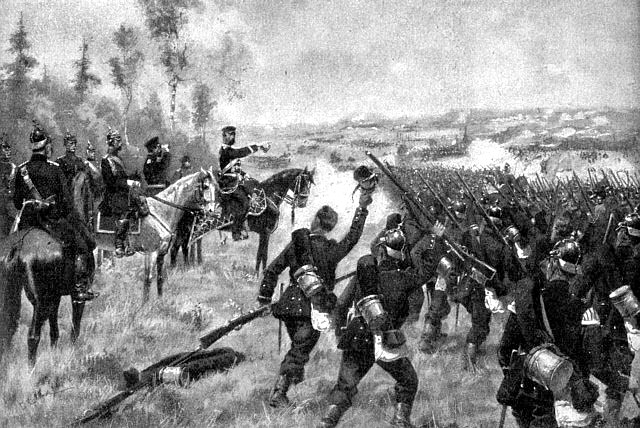
Prințul Karl Friedrich conduce cu succes regimentele prusace în Bătălia principală de la Königgrätz

Frontul principal împotriva Prusiei l-a format Austria și Saxonia, care au scos mobilizat 260.000 de soldați, aici, desigur s-a aflat și cea mai mare parte a armatei prusace. Un alt teatru de luptă a fost Hanovra și Hessa, aliate austriece, prinse însă între posesiunile Prusiei din zona Renană și teritoriul principal, totodată aceste state erau traversate și de rutele de legătură ale Renaniei cu masa teritoriului Prusac. Aliații Austriei în acest teatru era calitativ și numeric slabi - doar 25.000 de soldați, însă distrugerea acesteia avea o importanță capitală pentru Prusia. Al treilea teatru era Germania de Sud, de la care se putea aștepta o forță de 94.000 soldați, însă aceste trupe erau încă nemobilizate și împrăștiate, precum și acțiuni energice din partea acestora până la începutul lunii iulie nu se așteptau.
Armata prusacă număra 20 divizii de infanterie, dintre care 14 erau dislocate la granița cu Austria, și 6 în regiunea Renană împotriva Hanovrei. Pe teatrul principal au fost formate Armata 1 (6 div.) și Armata a 2-a (8 div.). De curând Moltke a format încă trei divizii -  48.000 soldați, pentru a invada imediat Hanovra din trei direcții înconjurând și dezarmând astfel armata Hanovrei (18.000 soldați), această campanie arăta destul de reală (prevalență calitativă, cu o superioritatea numerică de 2,6 ori). După ce au ocupat Hanovra și Hessa, cele trei divizii prusace trebuiau să se ocupe de statele Germane din Sud. Diviziile rămase, pe Rin și în Westfalia, Moltke le-a dislocat pe teatrul principal.
În data de 3 iulie 1866 a avut loc Bătălia de la Königgrätz, în care forțele austriece au fost înfrânte. Retragerea armatei austriece („Rückwärtskonzentrierung”) a fost acoperită de artileriștii români din regimentul 16, rezultat în urma reorganizării Graniței Militare Transilvănene.

### A doua fază (10 iulie – 23 august)
Comandamentul prusac nu a încercat blocarea retragerii forțelor austro-saxone. Generalul Benedek a retras trupele rămase la Olmütz, alocând pentru protecția Vienei o defensivă slabă. Prusacii au reluat înainatarea, Armata a 2-a în direcția Olmütz, iar armatele 1 și „Elba” spre Viena. În data de 13 iulie generalul Ludovic de Benedek a fost înlocuit de Arhiducele Albrecht. De la o distrugere totală austriecii au fost salvați numai de contraatacurile cavaleriei și barajul puternic de 700 tunuri, care au permis armatei semi-înconjurate să ajungă la Elba. Ulterior Bismarck a decis să-și îndrepte o parte importantă din forțele sale spre Pressburg, drumul spre Ungaria. Austriecii erau încă în stare să continue luptă (cel puțin rezistență). Însă situația internă din imperiu, în special teama de pierdere a Ungariei, a dus la faptul guvernul lui Franz Joseph a mers la tratative de pace.